# Selyakeran
Selyakeran är en ort i Azerbajdzjan. Den ligger i distriktet Astara Rayonu, i den sydöstra delen av landet, 230 km söder om huvudstaden Baku. Antalet invånare är 886.
Terrängen runt Selyakeran är platt åt nordost, men åt sydväst är den kuperad. Närmaste större samhälle är Astara, 2,2 km sydost om Selyakeran.